# O Gran Camiño
L'O Gran Camiño és una cursa ciclista per etapes que es disputa a Galícia. La primera edició va tenir lloc el 2022 i és l'única cursa professional per etapes que es disputa a Galícia, després que la històrica Volta a Galícia passés a ser una cursa amateur a partir del 2002.
El nom de la cursa s'inspira en el pelegrinatge del Camí de Sant Jaume fins a la Catedral de Santiago de Compostela.
Des de la seva creació la carrera forma part del UCI Europa Tour amb una categoria 2.1. El primer vencedor fou l'espanyol Alejandro Valverde.

## Palmarès
| Any  | Vencedor                    | Segon               | Tercer              |
| ---- | --------------------------- | ------------------- | ------------------- |
| 2022 | Alejandro Valverde Belmonte | Michael Woods       | Mark Padun          |
| 2023 | Jonas Vingegaard            | Jesús Herrada López | Ruben Guerreiro     |
| 2024 | Jonas Vingegaard            | Lenny Martinez      | Egan Bernal Gómez   |
| 2025 | Derek Gee                   | Davide Piganzoli    | Magnus Cort Nielsen |